# Thrypticus parvulus
Thrypticus parvulus är en tvåvingeart som beskrevs av Van Duzee 1930. Thrypticus parvulus ingår i släktet Thrypticus och familjen styltflugor. Inga underarter finns listade i Catalogue of Life.